# Georges Lafenestre

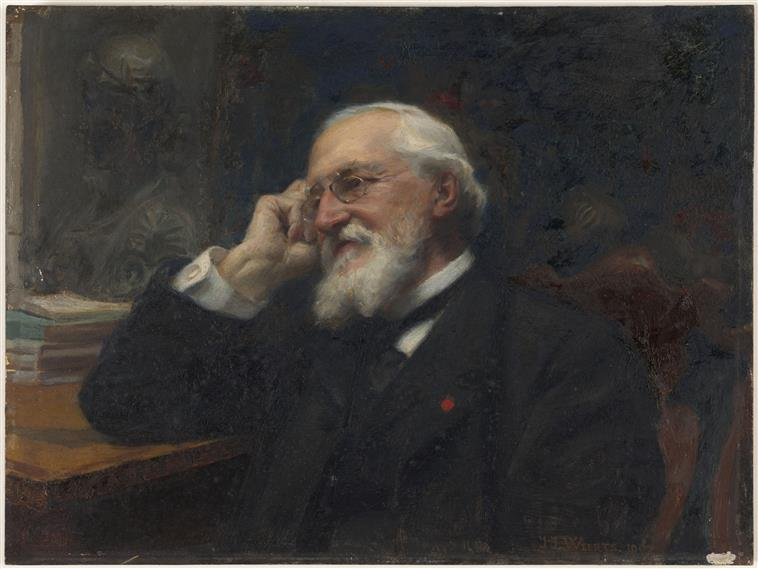
Georges Lafenestre, 1907

Georges Lafenestre (ur. 5 maja 1837 w Orleanie, zm. 19 maja 1919 w Bourg-la-Reine) – francuski poeta i krytyk.
Zgromadził imponującą kolekcję fotografii ukazujących sztukę włoską. Związany z grupą parnasistów. Do jego kręgu towarzyskiego należeli Sully Prudhomme, Maurice Barrès, Colette i Pierre Louÿs. 

## Główne dzieła
- Les Espérances, 1864
- Idylles et Chansons, 1874
- Le Vieux Barbizon. Souvenirs de jeunesse d'un paysagiste, 1875
- Chateaubriand, 1882
- Maîtres anciens. Études d'histoire et d'art, 1882
- La vie et l'œuvre de Titien, 1886
- Rome, les musées, les collections particulières, les palais, 1905
- Molière, 1908